# Óriás-bagolyfecske
Az óriás-bagolyfecske (Podargus papuensis) a madarak osztályának lappantyúalakúak rendjébe, ezen belül a bagolyfecskefélék (Podargidae) családjába tartozó faj.

## Előfordulása
Ausztrália, Indonézia és Pápua Új-Guinea területén honos.

## Alfajai
- Podargus papuensis papuensis
- Podargus papuensis baileyi
- Podargus papuensis rogersi

## Megjelenése
Testhossza 50 centiméter. Mintázata és alakja egy faágra hasonlít, ezért jól el tud rejtőzni a faágak között. Pettyezett tollazata, nagy szája és kis lábai vannak.

## Életmódja
A faágról figyeli a földön lévő mozgást, majd alábukva elkapja kiszemelt zsákmányt, mely rovarokból, békákból, gyíkokból és madarakból áll.

## Szaporodása
Fák üregeibe, vagy ágvillái közé készíti lapos fészkét.

## Külső hivatkozások
- Képek az interneten a fajról